# Goyave
Pour l’article homonyme, voir Goyave (Guadeloupe).

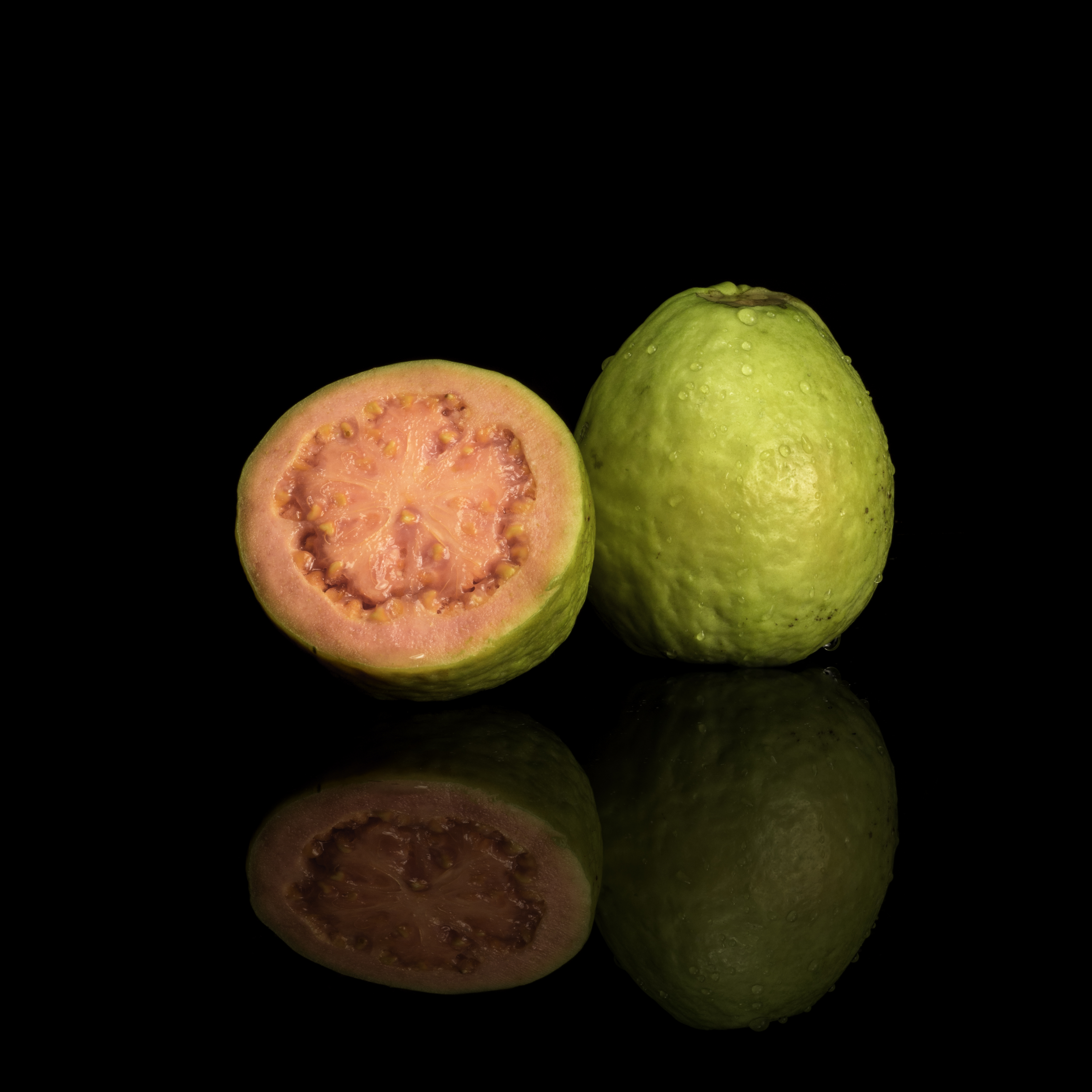
Goyaves mûres.

La goyave est le fruit tropical du goyavier, arbre de la famille des Myrtacées qui pousse dans les régions tropicales d'Amérique, dont les Antilles (Martinique, Guadeloupe, St-Martin...), d'Afrique et d'Asie mais dont l'origine est mal connue.

## Origine
Le goyavier est originaire d'Amérique centrale. Il est de la même famille que celle du clou de girofle, de la cannelle et de la noix muscade. Le fruit, qui était nommé « prune des sables » par les Mexicas, est consommé depuis plus de 2 000 ans.

## Étymologie et prononciation
Le nom espagnol guayaba a été emprunté au taino d'Hispaniola, alors que le nom français goyave et le nom portugais goiaba viendraient du mot arawak guaiaba, qui signifie « fruit ». En nahuati, la goyave s'appelait xalxocotl ou mombin sableux. En quechua la goyave était dénommée sahuinto.
Le mot goyave a deux prononciations : dans les départements français d'Amérique et en Haïti, le mot est prononcé [gwa.jav] (« goi-yav »), se rapprochant du mot arawak guaiaba, tandis que dans le reste de la francophonie, la prononciation est [gɔ.jav] (« go-yav »). C’était d’ailleurs souvent la seule donnée par les dictionnaires.

## Le fruit

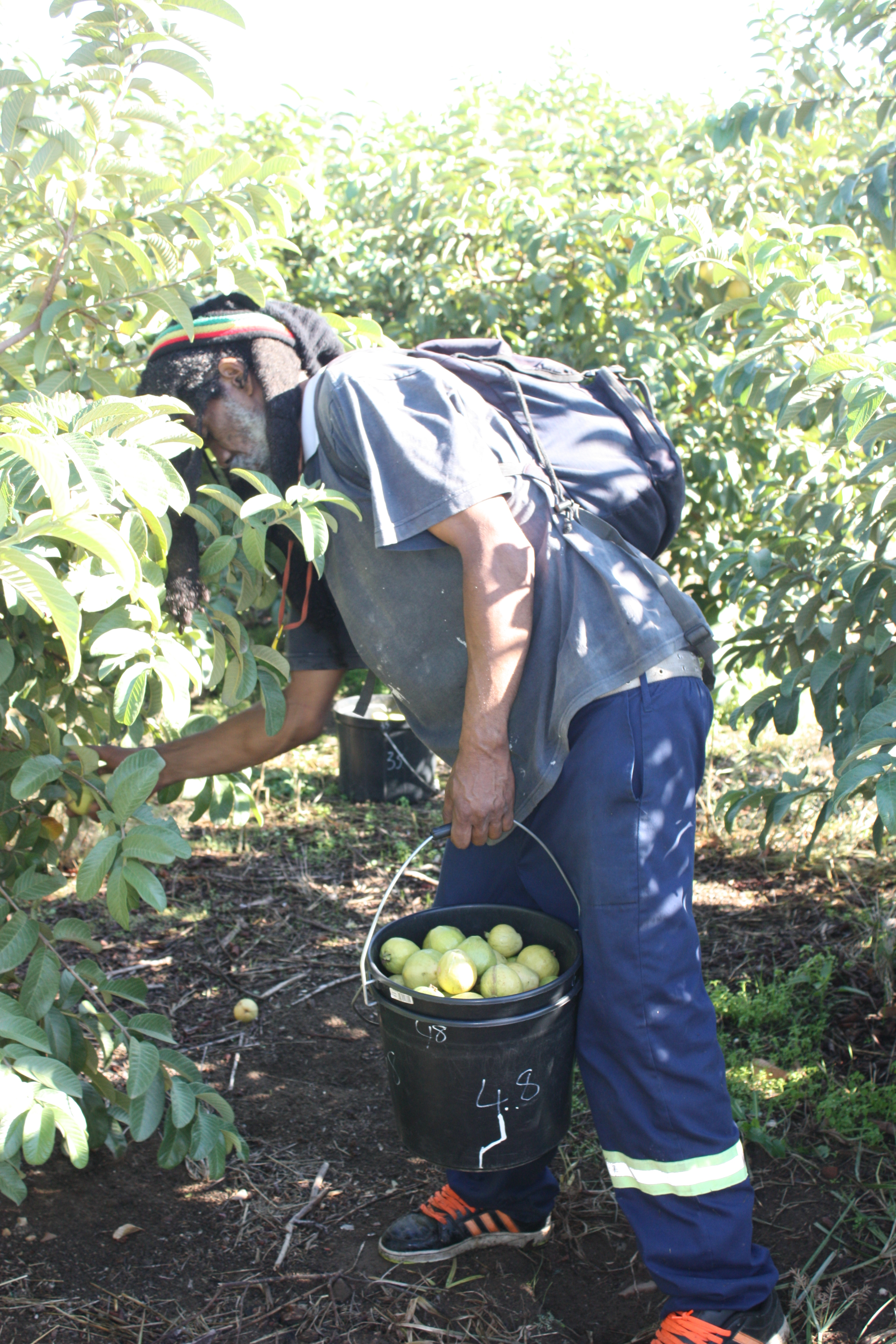
Récolte des goyaves dans une ferme en Afrique du Sud.

La goyave est un fruit tropical comestible originaire d'Amérique centrale, du Mexique au Pérou. C'est une baie globuleuse ronde, ovale ou en forme de poire, de 3 à 10 cm de diamètre (jusqu'à 12 cm dans certains cultivars).
Le fruit a une peau fine et fragile, de couleur vert clair à jaune vif, piquetée de noir chez quelques espèces quand il est mûr. Sa chair est blanche, jaune, rose à rouge. Elle présente une zone extérieure assez ferme et sans graines et une zone intérieure gélifiée entourant de nombreuses graines dures, triangulaires, de 3 à 5 mm de long. C'est un fruit climactérique dont le parfum est fort et caractéristique. Sa chair a un goût de poire, de pêche et de fraise,. Il existe plus de 100 variétés de goyaviers aux fruits très différents de goût et d'aspect. La farang, produite en Thaïlande, a un épicarpe violet, tandis que d'autres ont la peau craquelée ou possèdent un anneau au tiers de leur hauteur. La goyave-fraise est une variété, plus petite, dont la saveur est proche de celle de la fraise.

## L'arbre
Le goyavier est un arbre de taille moyenne qui peut atteindre 8 mètres et qui pousse dans les régions tropicales d'Amérique et d'Afrique.
Les feuilles peuvent être utilisées en cuisine et en médecine (thé de feuilles de goyavier). Le bois, assez dur, peut servir à fabriquer divers objets tels que des manches d'outils.

## Utilisation du fruit
La goyave est riche en pectine, en vitamines A, B et C⁣ ; la goyave est plus riche en vitamine C que les agrumes habituels, la peau comestible en contenant près de cinq fois plus qu'une orange, soit en moyenne 243 mg par 100 g. Elle contient aussi des quantités importantes de calcium, ce qui est peu courant dans un fruit.
Le fruit peut être consommé entier, mais la présence des graines sclérifiées est relativement désagréable. Par contre, il se prête très bien à la préparation de jus ou de nectar. Comme son parfum est très apprécié, on en fait également du jus, des sorbets, du sirop, de la confiture, de la pâte de fruit et de  la gelée qui est très appréciée dans les pâtisseries. Le jus de goyave peut être blanc, mais il est préféré en rose.
Des cultivars à gros fruits sont souvent consommés immatures dans le sud de l'Asie. Ces variétés à chair blanche et à peau verte ont une texture croquante avec un goût acidulé et sont appréciées coupées en tranches accommodées de sel et de poivre.

## Chiffres
Les îles françaises ont produit entre 2010 et 2014 en moyenne annuellement environ 1 000 tonnes. Parmi ces 1 000 tonnes, 48 % provenaient de l'Île de la Réunion, 26 % de la Martinique et 14 % de la Guadeloupe.